# Principauté d'Anhalt-Harzgerode
 (janvier 2024).
Si vous disposez d'ouvrages ou d'articles de référence ou si vous connaissez des sites web de qualité traitant du thème abordé ici, merci de compléter l'article en donnant les références utiles à sa vérifiabilité et en les liant à la section « Notes et références ».
Anhalt-Harzgerode fut une principauté membre du Saint-Empire située dans l'Anhalt. 

## Historique
La principauté d'Anhalt-Harzgerode est créée en 1635 à la suite du partage de la principauté d'Anhalt-Bernbourg pour Frédéric un fils cadet de Christian Ier qui en devient le premier prince régnant. À la génération suivante le décès du prince Guillaume-Louis, fils de Frédéric en 1709 met fin à la lignée et à la famille régnante. La principauté d'Anhalt-Harzgerode est alors réunie à la principauté d'Anhalt-Bernbourg.

## Princes d'Anhalt-Harzgerode
- 1635-1670 : Frédéric ;
- 1670-1709 : Guillaume-Louis.
- Réunion à  la principauté d'Anhalt-Bernbourg.